# Aleksandrs Viļumanis
Aleksandrs Viļumanis (30. august 1942 i Preiļi i Reichskommissariat Ostland) er en lettisk dirigent.
Viļumanis studerede til dirigent samt percussion ved Letlands Musikakademi, og blev i 1962 ansat som percussionist og assisterende dirigent ved Letlands Nationalopera. Hans musikalske karriere har været baseret hos Letlands Nationalopera, først som praktikant 1962–69, siden som dirigent 1970–72, dernæst chefdirigent 1975–89 og 1994–96, skiftevis ved Mariinskijteatret; dirigentpraktikant 1972–75 og chefdirigent 1990–94. Han er for tiden gæstedirigent ved det Letlands Nationalopera, Mariinskijteatret og Bolsjojteatret.
Siden den 13. oktober 2010 er Aleksandrs Viļumanis Kommandør af Trestjerneordenen, en orden han fik overrakt af Letlands præsident Valdis Zatlers på Rigas Slot den 17. november 2010.